# العجاجرة
العجاجرة هي قرية مغربية تنتمي لإقليم مولاي يعقوب، غرب مدينة فاس. تضم هذه البلدة 14.476 ساكنا حسب إحصاء سبتمبر 2014.